# Grève générale de 1942 au Luxembourg
La grève générale de 1942 au Luxembourg était une manifestation de résistance passive lors de l'occupation du Luxembourg par l'Allemagne nazie au cours de la Seconde Guerre mondiale. Les grèves avaient pour origine l'opposition à une directive qui enrôlait de jeunes luxembourgeois dans la Wehrmacht. Une grève générale à l'échelle nationale, née à Wiltz, a paralysé le pays et a conduit les autorités allemandes d'occupation à réagir violemment en condamnant à mort 21 grévistes.

## Origines
À la suite de l'invasion allemande du Luxembourg le 10 mai 1940, le Luxembourg est brièvement placé sous occupation militaire. Le 2 août 1940, le gouvernement militaire est dissous et remplacé par un gouvernement civil dirigé par l'administrateur civil allemand du district allemand voisin. La population luxembourgeoise a été déclarée allemande et devait utiliser l'allemand comme seule langue ; les autorités allemandes, sous les ordres du gauleiter Gustav Simon, développèrent une puissante politique de germanisation. En outre, le 30 août 1942, Gustav Simon annonce la Wehrpflicht, c'est-à-dire que tous les Luxembourgeois nés entre 1920 et 1924 seraient enrôlés dans la Wehrmacht pour lutter contre les Alliés,.

## La grève et ses conséquences
Les réactions ont été rapides parmi la population luxembourgeoise, en particulier contre la politique de conscription forcée. En quelques heures, un certain nombre de Luxembourgeois ont discuté des possibilités et décidé d'organiser une grève générale. Des tracts appelant à la grève ont été imprimés et distribués clandestinement à travers le pays par des résistants. Le 31 août 1942, la grève a officiellement commencé dans la ville de Wiltz, dans le nord des Ardennes, avec un rassemblement de responsables locaux de la ville de Luxembourg, dirigés par les responsables municipaux locaux Michel Worré et Nicolas Müller, refusant de se rendre au travail. Peu à peu, d'autres travailleurs locaux se sont joints à eux, parmi lesquels les employés d'IDEAL Lederwerke Wiltz, une grande tannerie industrielle du groupe Adler & Oppenheimer avant « l'aryanisation ». Les nouvelles concernant la grève se propagent rapidement.
Peu après, les travailleurs des villes industrielles du sud-ouest de Schifflange et de Differdange ont été alertés et ont également refusé de se rendre au travail. Hans Adam, un ouvrier d'origine allemande, a sonné l'alarme dans toute la vallée à Schifflange pour alerter les travailleurs.
À Differdange, la nouvelle de la grève s'est répandue par le bouche à oreille et a augmenté d'intensité le 1er septembre. Le 2 septembre, 156 travailleurs de l'usine ont refusé de prendre leur poste et bon nombre de ceux qui travaillaient déjà ont cessé. Les directeurs allemands de l'usine ont prévenu les ouvriers qu'ils pourraient être tués pour leurs actions. Quelques travailleurs ont repris le travail, mais environ 50 ont toujours refusé et ont déclaré être en grève. À 10 heures, les autorités allemandes ont réagi en désignant leurs responsables respectifs : Jean-Paul Schneider, Nicolas Betz, Alphonse Weets, Robert Mischo, René Angelsberg et Ernest Toussaint. Les six hommes ont été arrêtés, jugés par un tribunal spécial, condamnés à mort et déportés dans le camp de concentration de Hinzert où ils ont été fusillés. Leurs familles ont été envoyées en prison et dans des camps de travail en Allemagne.
La grève s'est également étendue à Esch-sur-Alzette, la capitale du bassin minier luxembourgeois. Tous les aspects de l'administration ont été paralysés, y compris l'administration, l'agriculture, l'industrie et les structures de l'enseignement.
La poste centrale à Luxembourg a reçu des rumeurs de grève dans la matinée et a reçu confirmation officielle de la grève en début d'après-midi, ce qui a perturbé la distribution du courrier le soir et le lendemain.
Dans tout le pays, les écoliers ont été tenus à l'écart des écoles, les enseignants ont refusé d'enseigner, les ouvriers ont refusé de travailler, la production d'acier, de lait et d'autres produits a été faible, voire nulle.
Bien que le nombre exact de grévistes soit inconnu, le mouvement a eu un effet important sur le pays et les forces d'occupation et a redynamisé les mouvements de résistance. La presse alliée a également largement annoncé la grève.

## Réaction allemande à la grève
Craignant une nouvelle escalade des manifestations, les autorités allemandes ont décidé de réagir de la manière la plus dure à la grève. En quelques heures, les meneurs de la grève ont été rassemblés et interrogés par la Gestapo. Ils ont été officiellement arrêtés peu de temps après, le 1er septembre, et internés dans des prisons locales. Vingt dirigeants de grève ont été sommairement jugés par un tribunal spécial (Standgericht), condamnés à mort et transférés au camp de concentration de Hinzert où ils ont été abattus et enterrés dans une tombe anonyme. Hans Adam, qui avait tiré la sonnette d'alarme à Schifflange et qui avait des origines allemandes, était considéré comme un traître et était donc décapité. Deux mille luxembourgeois ont été arrêtés, 83 ont été jugés par le tribunal spécial et transférés à la Gestapo. 290 élèves du secondaire, garçons et filles, ont été arrêtés et envoyés dans des camps de rééducation en Allemagne, de même que 40 stagiaires de l'ARBED et 7 jeunes facteurs.
Les deux premiers grévistes à être fusillés, le 2 septembre 1942 à 18 h 30, ont été Michel Worré et Nicolas Müller, de Wiltz. Selon un SS ayant assisté à l'exécution, leurs derniers mots étaient « Vive Lëtzebuerg » (Longue vie au Luxembourg !).
Une série d'affiches noires sur rouges ont ensuite été placées dans tout le Luxembourg pour annoncer le décès des grévistes à la suite de la grève. Elles portaient les noms, le métier et le lieu de résidence de chaque victime. Leurs familles, y compris leurs enfants, ont par la suite été transférés dans des camps de travail, souvent en Silésie, dans des conditions très pénibles.

## Personnes exécutées

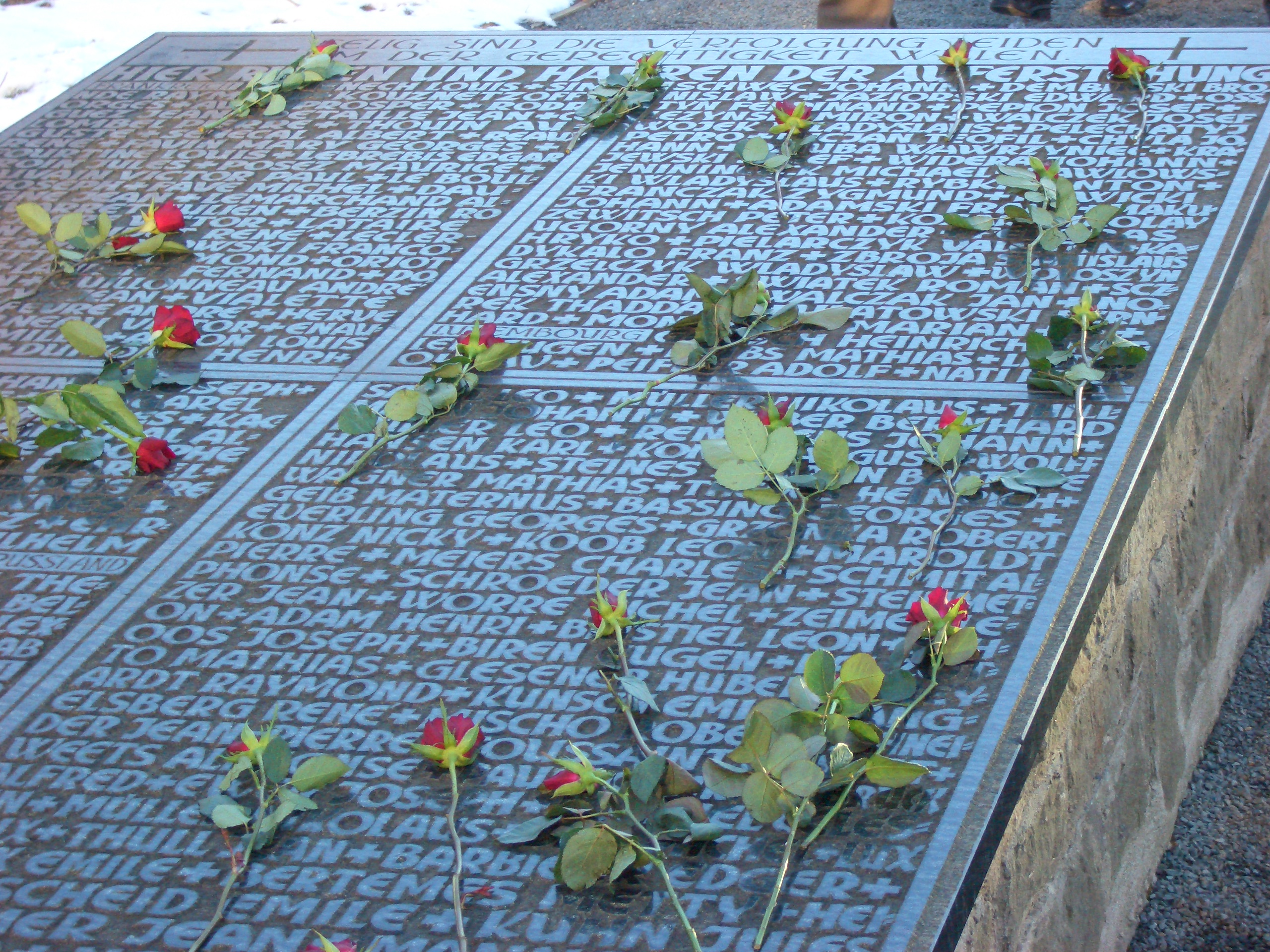
Les noms des victimes exécutées au camp de Hinzert font partie de ceux inscrits sur le catafalque installé sur le site du camp de concentration.

L'orthographe luxembourgeoise des noms est respectée.
Grévistes exécutés le 2 septembre 1942 :
- Michel Worré - Chef du conseil économique local, Wiltz[8] ;
- Nicolas Müller - Secrétaire du pouvoir local, Wiltz[8].

Grévistes exécutés le 3 septembre 1942 :
- Nicolas Kons - Sous-inspecteur postal, Luxembourg[6] ;
- Charles Meyers - Enseignant, Wiltz[6] ;
- Josy Ewen - Enseignant, Wiltz[6] ;
- Alfred Brück - Enseignant, Wiltz[6] ;
- Célestin Lommel - Enseignant, Wiltz[6] ;
- Alphonse Weets - Turner, Differdange[6] ;
- Jean-Paul Schneider - Outilleur, Differdange[6] ;
- Ernest Toussaint - Mineur, Differdange[6] ;
- Nicolas Betz - Outilleur, Kahler[6].

Grévistes exécutés le 4 septembre 1942 :
- Léon Zeimes - Typographe, Itzig[9] ;
- Robert Mischo - Travailleur, Differdange[9] ;
- René Angelsberg - Ouvrier, Differdange[9] ;
- Jean Schroeder - Facteur, Luxembourg[9] ;

Grévistes exécutés le 5 septembre 1942 :
- Michel Dax - Cheminot, Ettelbruck[9] ;
- Emile Heiderscheid - Ouvrier, Diekirch[9] ;
- Alphonse Schmit - Professeur, Echternach[9] ;
- Jean Thull - Cheminot, Ettelbruck[9] ;

Grévistes exécutés le 9 septembre 1942 :
- Eugène Biren - Schifflange[9] ;

Autres grévistes exécutés :
- Henri Adam - Ouvrier, Schifflange, exécuté par décapitation à Cologne.

## Commémoration de la grève
La grève générale de 1942 a fortement marqué la résistance du Luxembourg à l'occupant allemand. Chaque année, la grève est commémorée le 31 août par le chef de l'État et des représentants du gouvernement.
En 1965, le Monument national de la grève (lb) en forme de phare a été ouvert à Wiltz. Le plus célèbre sculpteur luxembourgeois du XXe siècle, Lucien Wercollier, a créé les deux reliefs du phare qui y sont exposés. Wercollier était lui-même emprisonné au camp de concentration de Hinzert.